# Cena prince Jindřicha

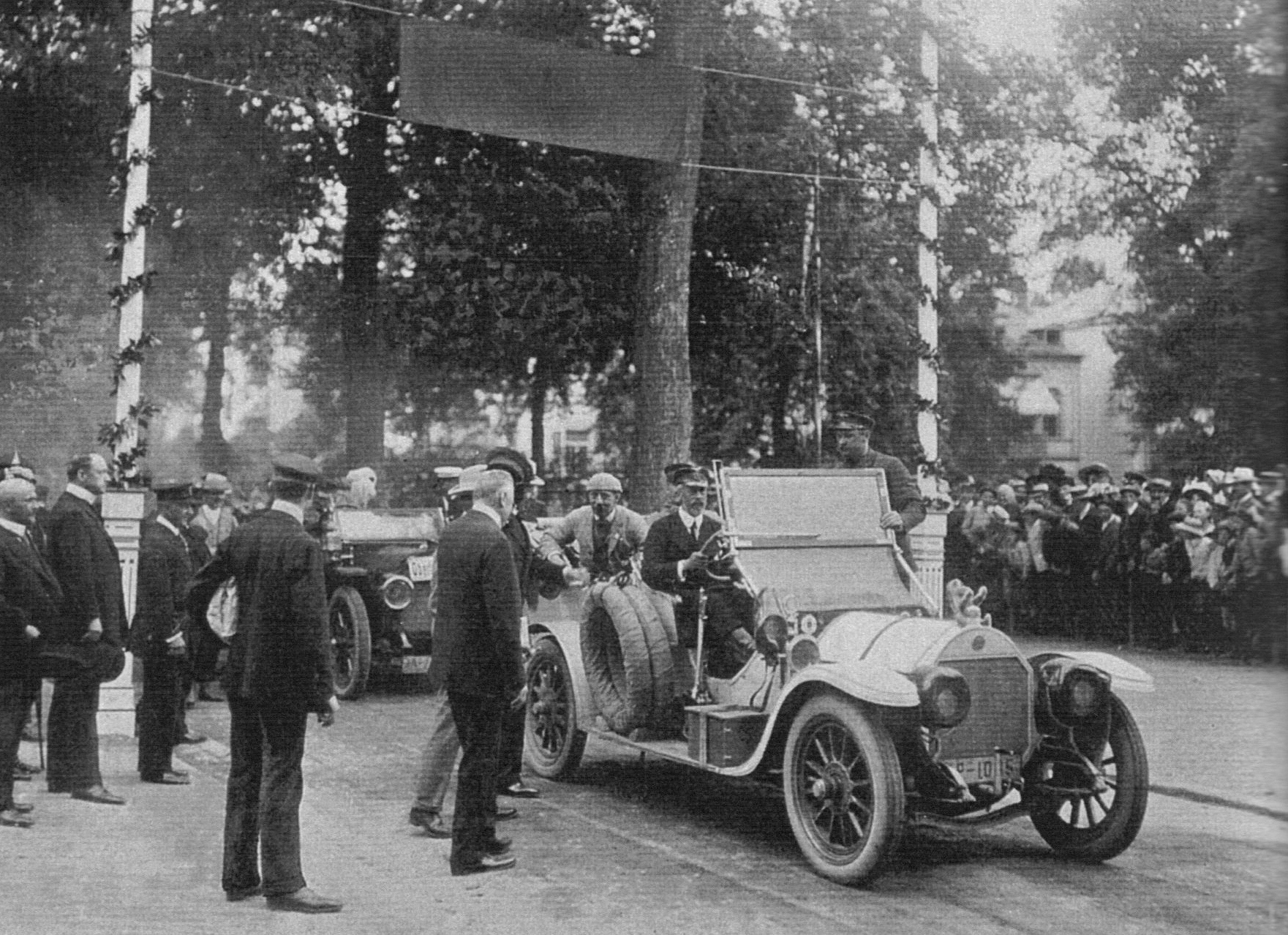
Prinz Jindřich za volantem bílého vozu Benz 35/60 Sport Phaeton (ročník 1910) v Homburg vor der Höhe

Cena prince Jindřicha (německy Prinz-Heinrich-Fahrt) byl automobilový závod pojmenovaný po pruském princi Jindřichovi (1862–1929), který se konal každoročně od roku 1908 až 1911 a společně s Kaiserpreis byl předchůdcem Grand Prix Německa.
Jindřich, bratr císaře Viléma II., který pořádal automobilovou Kaiserpreis (i v jiných sportech) v roce 1907, byl automobilový nadšenec závodník a vynálezce. Závod, jehož pořadatelem by oficiálně Kaiserliche Automobil-Club (KAC) měl být konkurencí soutěže, pořádané jeho bratrem.
Závodu se mohly zúčastnit pouze sériově vyráběné čtyřmístné cestovní vozy, maximálně mohly vézt tři osoby týmu. Závodní vozy byly zakázány. Čtvrtým mužem byl v každém voze a po celý závod kontrolní komisař. Vítězovou trofejí byl model automobilu zhotovený z 13,5 kilogramů stříbra. Vítězi ročníků byli: 1908 Fritz Erle, 1909 Wilhelm Opel a 1910 Ferdinand Porsche. Protože nikdo ročník nevyhrál dvakrát, o celkovém vítězi ceny musel rozhodnout los. Celkovým vítězem Ceny prince Jindřicha se tak po losování v roce 1910 stal Ferdinand Porsche.
Ačkoliv většinou se soutěže účastnily jen velké a silné vozy, v roce 1909 trasu dlouhou více než 1800 kilometrů bez poruchy projely i tři malé vozy firmy NSU.
Poslední ročník, konaný v roce 1911, se jel jako turistická okružní jízda.

## Ročník 1908
Závod se konal od 9. do 17. července 1908 na trase Berlín – Štětín – Kiel – Hamburk – Hannover – Kolín nad Rýnem – Trevír – Frankfurt nad Mohanem (2200 km). Na startu bylo 129 vozů.
Součástí byl rychlostní úsek u Itzehoe s délkou přes 9 km a závod do vrchu o délce více než 6 km u obce Bacharach am Rhein. Vítězem obou byl Erle (rovina 4 min a 24 sekund, úsek do vrchu 4 min. 27 s.), druhý v obou případech dojel Pöge (rovina 4 min. 42 s., do vrchu 5 min. 15 s.)
Celkovým vítězem se stal Erle na voze Benz, druhý byl Pöge s vozem Mercedes.

## Ročník 1909
Druhý závod se konal od 10. do 18. června 1909 na trase Berlín – Vratislav – Tatrafüred – Budapešť – Vídeň – Salcburk – Mnichov (1857 km). Startovalo 108 vozů.
Součástí byl více než 6 km dlouhý rychlostní úsek u obce Guben–Krossen, druhý v rozsáhlé lesnaté oblasti Forstenrieder Park u Mnichova o délce 5,5 km. Vítězem na prvním úseku byl komerční rada Wilhelm Opel (3 min. 39 sek.), druhý byl hrabě Alexander Kolowrat s vozem Laurin & Klement (3 min. 10 s.)
Celkovým vítězem byl Wilhelm Opel s vozem Opel, druhý byl Pöge na voze Mercedes.

## Ročník 1910
Od 2. do 8. června 1910 se konala jízda dlouhá 1944,6 kilometrů.
- 2. června: Berlín – Braunschweig (247,8 km) s první rychlostní zkouškou u Genthinu. Vozidla vyjížděla na přímou trať o délce 6 km, po 500 m následoval letmý start a 5,5 km do cíle.
- 3. června: Braunschweig – Kassel (322,1 km).
- 4. června: Kassel – Norimberk (334,0 km).
- 5. června: odpočinek v Norimberku.
- 6. června: Norimberk – Štrasburk (356 km).
- 7. června: Štrasburk – Metz. (334,8 km). Druhá rychlostní zkouška u obce Heiligkreuz v Alsasku se stejnou délkou i průběhem jako první. Start byl na výjezdu z obce Heiligkreuz.
- 8. června: Metz – Bad Homburg vor der Höhe (349,8 km).
- 9. června: závěrečný banket v lázních Homburg v. d. H. a udílení cen.

V tomto ročníku vyhrál Ferdinand Porsche na voze Austro-Daimler, další dva vozy této značky obsadily místa za ním.

## Ročník 1911
Protože se v roce 1910 při vážné nehodě u francouzského města Colmar těžce zranil jezdec Franz Heines, princ Jindřich nechtěl ročník 1911 pořádat jako závod a tak se tento ročník jel jako turistická okružní jízda.